# Merfy
Merfy ist eine französische Gemeinde mit 603 Einwohnern (Stand: 1. Januar 2022) im Département Marne in der Region Grand Est. Sie gehört zum Arrondissement Reims und ist Mitglied im Gemeindeverband Communauté urbaine du Grand Reims. Die Bewohner werden Merfiens und Merfiennes genannt.
Die Gemeinde erhielt 2023 die Auszeichnung „Eine Blume“, die vom Conseil national des villes et villages fleuris (CNVVF) im Rahmen des jährlichen Wettbewerbs der blumengeschmückten Städte und Dörfer verliehen wird.

## Geografie

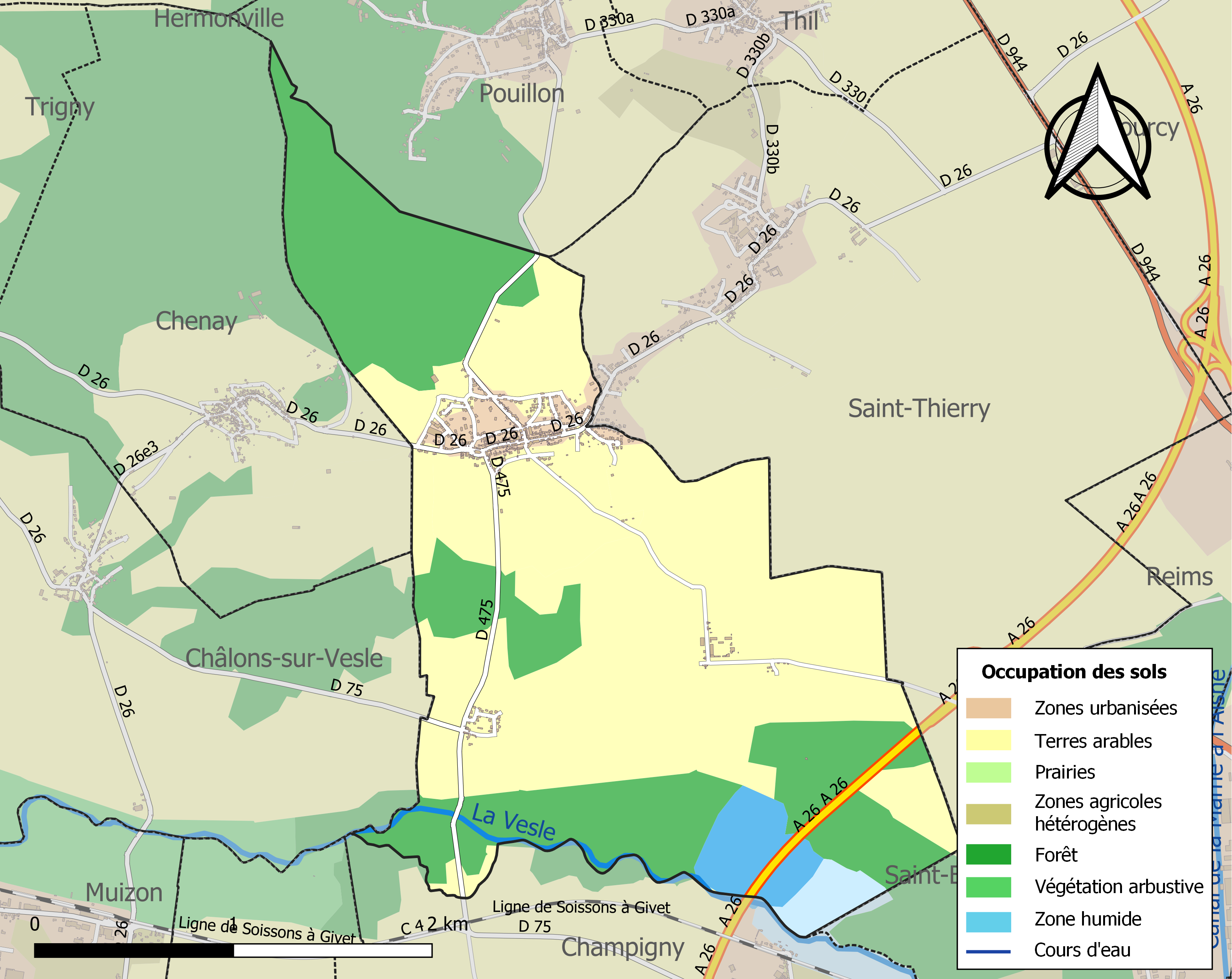
Bodennutzung, Hydrografie und Infrastruktur der Gemeinde (2018)

Merfy liegt etwa 7,5 Kilometer nordwestlich von Reims im Norden der historischen Provinz Champagne. Die Vesle begrenzt die Gemeinde im Süden. Das Zentrum liegt auf einer Höhe von etwa 135 m. Im Norden steigt das Gelände auf über 190 m an, das Bett der Vesle im Süden liegt auf etwa 75 m Höhe.
Ein Teil des Gebiets von Merfy gehört zum Natura 2000-Schutzgebiet „Marais et pelouses du tertiaire au nord de Reims“ (FR2100274) und von vier ZNIEFF-Naturzonen. Etwa 56 % der Fläche der Gemeinde werden landwirtschaftlich genutzt, etwa 35 % sind bewaldet, insbesondere im Norden und im Süden der Gemeinde (Stand: 2018).
Umgeben wird Merfy von den Nachbargemeinden Pouillon im Norden, Saint-Thierry im Nordosten und Osten, Saint-Brice-Courcelles im Südosten, Champigny im Süden, Thillois über einen Berührungspunkt im Südwesten, Châlons-sur-Vesle im Südwesten und Westen sowie Chenay im Westen und Nordwesten. 

## Bevölkerungsentwicklung

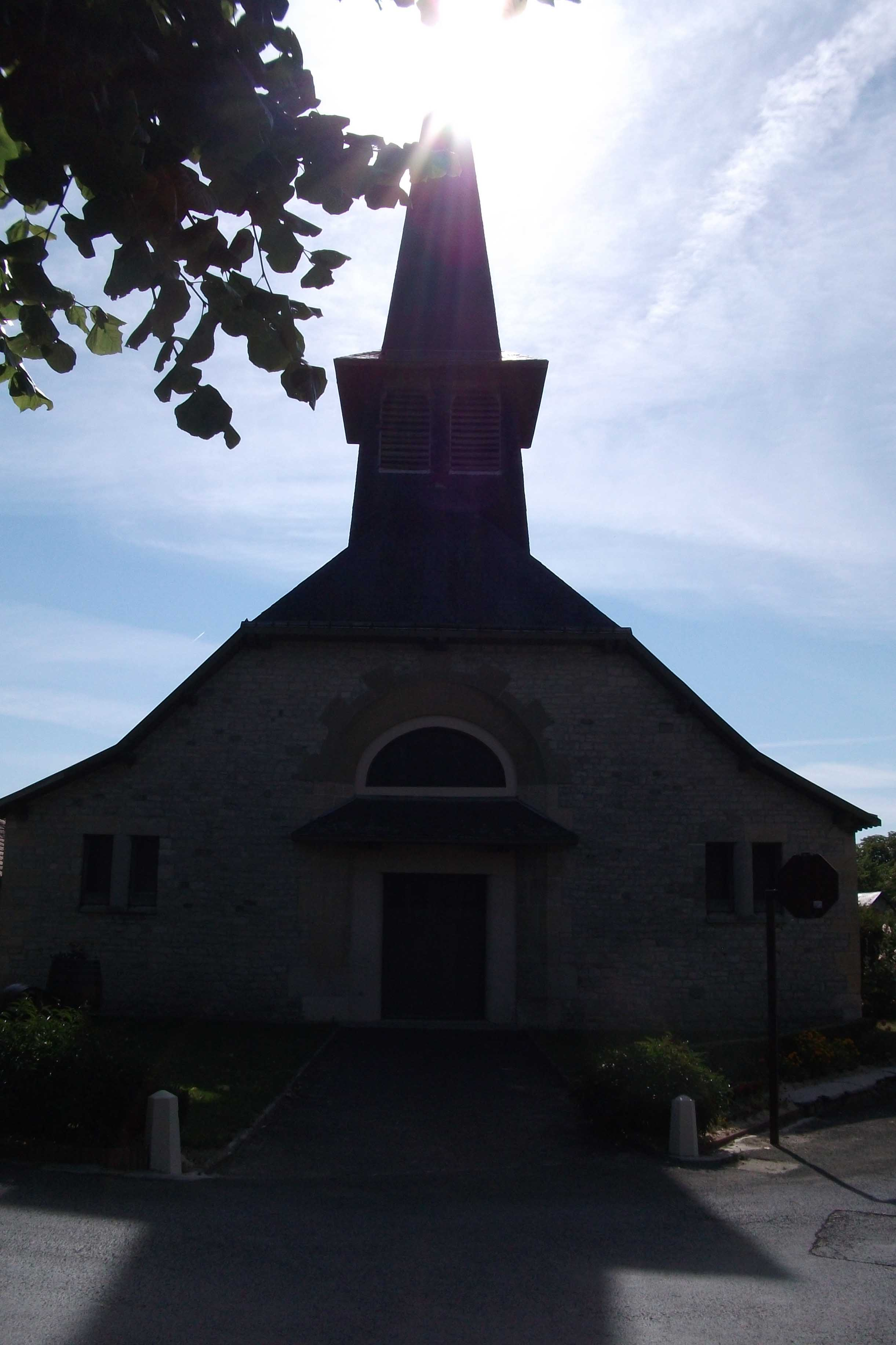
Kirche Saint-Sébastien

| Jahr                       | 1962 | 1968 | 1975 | 1982 | 1990 | 1999 | 2006 | 2013 | 2020 |
| Einwohner                  | 380  | 389  | 393  | 496  | 547  | 651  | 653  | 613  | 603  |
| Quellen: Cassini und INSEE |      |      |      |      |      |      |      |      |      |

## Sehenswürdigkeiten
- Kirche Saint-Sébastien, in den 1920er Jahren nach den Zerstörungen im Ersten Weltkrieg neu errichtet

## Verkehr
Die Autoroute A 26, genannt „Autoroute des Anglais“, von Calais nach Troyes über Reims durchquert auf einem kurzen Abschnitt das südliche Gemeindegebiet ohne Anschlussstelle. Die nachgeordnete Departementsstraße D 26 verbindet Merfy mit Chenay im Westen und mit Saint-Thierry im Nordosten. Die D 475 führt südlich nach Thillois, eine lokale Landstraße nördlich nach Pouillon.